# SN 2010ft
SN 2010ft – supernowa typu Ia odkryta 15 czerwca 2010 roku w galaktyce A160115+5417. W momencie odkrycia miała maksymalną jasność 21,80m.